# Барбі: Казкова країна моди
Барбі: Казкова країна моди - це анімаційний фільм студії Mattel створенний у 2010 році, являється 18 фільмом у серрій Барбі.

## Сюжет
Сюжет розповідає про Барбі яку звильняють с роботи і вона їде до свої тітки щоб почати життя заново, але оказується що тітка зачинила модний бутік тому барбі вирішує оглядіться. На горище героіння знайшла чарівну шаву в якій живуть феї талантів. Тоді героіння вирішує спасти репутацію тітки та створити бутік на її ім'я але її конкурентки вирішують вкрасти шафу. Але вона повертається до барбі і та показує нову коллекцію одягу.

## Продовження
В Барбі: Таємниця феї барбі упомінає свою тітку.

## Актори дублювання
| Актор             | Роль               |
| ----------------- | ------------------ |
| Діана Кааріна     | Барбі              |
| Адріан Петрів     | Кен                |
| Табіта Сен-Жермен | Марі-Алесія        |
| Патрісія Дрейк    | Мілісент           |
| Бритт Ірвін       | Ракель             |
| К'яра Занні       | Шайн               |
| Келлі Мецгер      | Шиммер             |
| Андреа Лібман     | Гліммер            |
| Александра Девайн | Жаклін             |
| Шеннон Чан-Кент   | дельфіни           |
| Мерік Хендрикс    | Тереза             |
| Кендіс Мак-Клюр   | Грейс              |
| Бренді Копп       | французький пудель |
| Чарльз Фаті       | Жак                |
| Аннік Обонсавин   | Джилліан           |
| Ніколь Олівер     | Ліліана Роксель    |

## Пісні
«Життя – це казка» – Тіффані Джардіна
- «Інший я» – Ліндсей Соренсон
- «Get Your Sparkle On» – Рейчел Бірер
- «Une Bonne Journee» – Саймон Вілкокс
- «Рок злітно-посадкової смуги» – Бредлі Бекон
- «Це ідеальний день» – Едріан Петрів